# Zhanna Vokueva
Zhanna Vokueva (en russe : Жанна Вокуева, transcription française : Janna Vokouïeva), née le 14 janvier 1987 à Narian-Mar, est une coureuse de fond russe spécialisée en course en montagne et skyrunning. Elle est double championne de Russie de course en montagne et a remporté le classement Sky de la Skyrunner World Series 2012.

## Biographie
Pratiquant le taekwondo durant sa jeunesse, elle se blesse lors d'un entraînement et son père décide de la mettre au ski de fond. Elle ne démontre pas de grandes qualités et sa mère lui suggère d'essayer la course en montagne, ayant découvert cette discipline un peu par hasard. Zhanna s'y essaie en 2005 et obtient rapidement de bons résultats. Elle décroche sa place dans l'équipe nationale junior pour le Trophée mondial de course en montagne 2006 à Bursa où elle décroche la médaille de bronze ainsi que la médaille d'or par équipes,.
En 2007, année de ses vingt ans, elle remporte son premier titre de championne de Russie de course en montagne sur le parcours montée et descente à Toksovo.
Elle connaît une bonne saison 2009. Le 28 mars, elle remporte son deuxième titre national sur le parcours montée uniquement à Jeleznovodsk. Le 12 juillet, elle termine septième des championnats d'Europe de course en montagne à Telfes. Le 30 août, elle domine le Mémorial Partigiani Stellina et s'impose en battant de plus de deux minutes la double championne du monde Melissa Moon. Le 6 septembre 2009, elle termine huitième des championnats du monde de course en montagne à Madesimo, finalement classée septième après la disqualification d'Elisa Desco.
À la suite de ses bons résultats, elle est invitée à rejoindre l'équipe Salomon et découvre la discipline du skyrunning,.
Le 26 juin 2011, elle parvient à battre l'Italienne Cecilia Mora pour remporter sa première victoire à l'Olympus Marathon. Le 10 juillet, elle termine douzième des championnats d'Europe de course en montagne à Bursa derrière sa compatriote Svetlana Semova. Avec Marina Ivanova cinquième, le trio remporte la médaille d'argent au classement par équipes.
Elle connaît une excellente saison 2012. En mai, elle prend part à l'Elbrus Race sur les deux épreuves. Dans la course verticale, elle se voit voler la victoire par sa compatriote Larisa Soboleva pour une poignée de secondes. Deux jours plus tard, elle se rattrape en battant le record féminin du SkyMarathon en 5 h 2 min 0 s. Le 27 mai, elle domine la Ziria Cross Country SkyRace. La course est stoppée au kilomètre 25 en raisons des mauvaises conditions météorologiques et Zhanna est déclarée vainqueur, ayant une avance confortable de près d'une demi-heure sur Ranelle McCoy. Grâce à ses deux victoires, elle remporte le classement SkyRace de la Skyrunner World Series devant Silvia Serafini.
Elle s'essaie ensuite au trail. Elle termine troisième du Salomon 4 Trails 2015, un trail à étapes, derrière la favorite locale Tina Fischl, toutes deux battues par l'Écossaise Helen Bonsor. En 2019, elle termine deuxième du Challenge de l'Atlas derrière Maryline Nakache.

## Palmarès

### Course en montagne
| no  | féminin       | Course                                                            | Longueur | Départ           | Temps          |
| --- | ------------- | ----------------------------------------------------------------- | -------- | ---------------- | -------------- |
| 1re | Médaille d'or | Championnats de Russie de course en montagne - montée et descente | 6,9 km   | 19 mai 2007      | 40 min 46 s    |
| 1re | Médaille d'or | Championnats de Russie de course en montagne - montée             | 5 km     | 28 mars 2009     | 42 min 0 s     |
| 7e  | 7e            | Championnats d'Europe de course en montagne                       | 9,4 km   | 12 juillet 2009  | 58 min 1 s     |
| 1re | Médaille d'or | Mémorial Partigiani Stellina                                      | 8,1 km   | 30 août 2009     | 39 min 37 s    |
| 7e  | 7e            | Championnats du monde de course en montagne                       | 8,6 km   | 6 septembre 2009 | 45 min 21 s    |
| 73e | 5e            | Sierre-Zinal                                                      | 31 km    | 14 août 2011     | 3 h 18 min 2 s |

### Skyrunning
| no   | féminin            | Course                                                   | Longueur | Départ          | Temps           |
| ---- | ------------------ | -------------------------------------------------------- | -------- | --------------- | --------------- |
| 57e  | 6e                 | Championnats du monde de skyrunning - Kilomètre vertical | 2,4 km   | 25 juillet 2010 | 45 min 15 s     |
| 75e  | 6e                 | Championnats d'Europe de skyrunning - SkyRace            | 31 km    | 12 juin 2011    | 3 h 25 min 53 s |
| 13e  | Médaille d'or      | Olympus Marathon                                         | 44 km    | 26 juin 2011    | 5 h 34 min 6 s  |
| 34e  | Médaille de bronze | Giir di Mont                                             | 32 km    | 31 juillet 2011 | 4 h 2 min 37 s  |
|      | Médaille d'argent  | Elbrus Vertical                                          | 3,85 km  | 7 mai 2012      | 57 min 0 s      |
|      | Médaille d'or      | Elbrus SkyMarathon                                       | 14 km    | 9 mai 2012      | 5 h 2 min 0 s   |
| 7e   | Médaille d'or      | Ziria Cross Country SkyRace                              | 24,5 km  | 27 mai 2012     | 3 h 27 min 2 s  |
| 151e | Médaille de bronze | SkyRace Valmalenco-Valposchiavo                          | 16 km    | 16 juin 2012    | 1 h 48 min 53 s |
| 19e  | Médaille d'argent  | Olympus Marathon                                         | 44 km    | 24 juin 2012    | 5 h 55 min 52 s |
| 42e  | Médaille d'or      | Olympus Marathon                                         | 44 km    | 23 juin 2013    | 6 h 13 min 27 s |
| 39e  | Médaille d'or      | Olympus Marathon                                         | 44 km    | 28 juin 2015    | 5 h 57 min 30 s |
| 42e  | Médaille de bronze | Elbrus Vertical                                          | 3,85 km  | 5 mai 2017      | 57 min 56 s     |
| 28e  | Médaille d'argent  | Elbrus Vertical                                          | 3,85 km  | 5 mai 2018      | 57 min 21 s     |
| 24e  | Médaille de bronze | Elbrus Vertical                                          | 3,85 km  | 5 mai 2019      | 56 min 59 s     |

### Trail
| no  | féminin            | Course               | Longueur | Départ         | Temps            |
| --- | ------------------ | -------------------- | -------- | -------------- | ---------------- |
| 48e | Médaille d'argent  | Lyon Urban Trail     | 36 km    | 14 avril 2013  | 3 h 11 min 56 s  |
| 31e | Médaille d'or      | Lyon Urban Trail     | 36 km    | 13 avril 2014  | 3 h 2 min 45 s   |
| 37e | Médaille d'or      | Lyon Urban Trail     | 35 km    | 19 avril 2015  | 2 h 57 min 36 s  |
| 32e | Médaille de bronze | Salomon 4 Trails     | 161 km   | 8 juillet 2015 | 16 h 38 min 47 s |
| 10e | Médaille d'argent  | Challenge de l'Atlas | 68 km    | 5 octobre 2019 | 10 h 36 min 54 s |

## Records
| Épreuve       | Performance | Date         | Lieu              |
| ------------- | ----------- | ------------ | ----------------- |
| 10 kilomètres | 34 min 58 s | 29 juin 2008 | Saint-Pétersbourg |